# ŽKK Gospić
Le ŽKK Gospić autrefois Gospić Croatia Osiguranje est un club croate de basket-ball féminin. L'équipe joue en première division croate.

## Historique
Le club dispute l'Euroligue féminine en 2010-2011.
En 2013-2014 et 2014-2015, le club termine dernier du championnat croate avec 20 défaites pour aucune victoire. 

## Palmarès
- Champion de Croatie : 2006, 2009, 2010, 2011, 2012
- Vainqueur de la Coupe de Croatie : 2005, 2010, 2011

## Effectif 2011-2012
Entraîneur :  Stipe Bralić
Entraîneur adjoint :
| Numéro | Nom             | Taille (m) | Poste      | Date de naissance | Nationalité |
|        | Petra Devcic    | 1,74       | Arrière    | 21 avril 1993     | Croatie     |
|        | Gordana Devcic  | 1,74       | Arrière    | 21 avril 1993     | Croatie     |
| 4      | Jelena Ivezic   | 1,80       | Ailière    | 17 mars 1984      | Croatie     |
| 5      | Sandra Mandir   | 1,74       | Arrière    | 4 août 1977       | Croatie     |
| 7      | Martina Dover   | 1,78       | Arrière    | 15 juin 1986      | Slovénie    |
| 9      | Ivana Jurcevic  | 1,74       | Arrière    | 28 juillet 1981   | Croatie     |
| 10     | Julie McBride   | 1,63       | Meneuse    | 24 septembre 1982 | États-Unis  |
| 11     | Eva Komplet     | 1,84       | Ailière    | 21 novembre 1986  | Slovénie    |
| 12     | Iva Badanjak    | 1,91       | Intérieure | 28 décembre 1985  | Croatie     |
| 13     | Marija Vrsaljko | 1,95       | Intérieure | 8 août 1989       | Croatie     |
| 14     | Sena Pavetic    | 1,98       | Intérieure | 12 janvier 1986   | Croatie     |
| 15     | Kalisha Keane   | 1,85       | Ailière    | 3 février 1989    | Canada      |

## Effectif 2010-2011
Entraîneur :  Stipe Bralić
Entraîneur adjoint :
| Numéro | Nom                | Taille (m) | Poste      | Nationalité |
|        | Iva Badanjak       | 1,91       | Intérieure | Croatie     |
|        | Petra Devcic       | 1,74       | Arrière    | Croatie     |
|        | Gordana Devcic     | 1,74       | Arrière    | Croatie     |
|        | Martina Gambiraza  | 1,76       | Arrière    | Croatie     |
|        | Jelena Ivezic      | 1,80       | Ailière    | Croatie     |
|        | Ivana Jurcevic     | 1,74       | Arrière    | Croatie     |
|        | Sandra Mandir      | 1,74       | Arrière    | Croatie     |
|        | Ina Marin          | 1,72       | Arrière    | Croatie     |
|        | Michelle Maslowski | 1,88       | Intérieure | États-Unis  |
|        | Ivona Matic        | 1,87       | Intérieure | Croatie     |
|        | Maurita Reid       | 1,75       | Arrière    | Jamaïque    |
|        | Ana Vrsaljko       | 1,88       | Intérieure | Croatie     |
|        | Marija Vrsaljko    | 1,95       | Intérieure | Croatie     |

## Joueuses célèbres ou marquantes
- Marina Mazić